# Dictator perpetuo

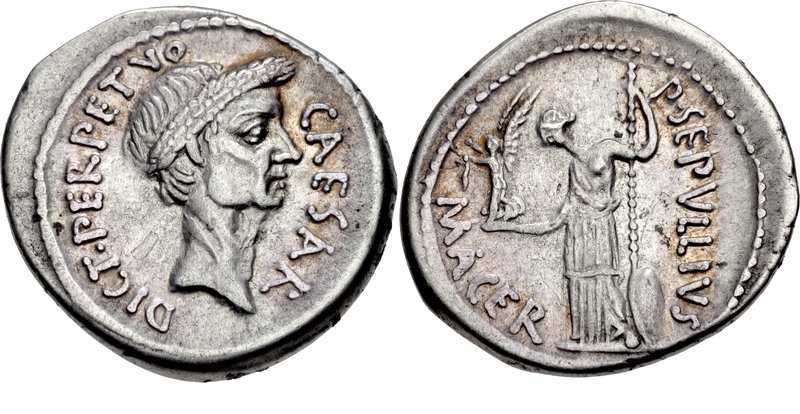
Representación de Julio César. La leyenda en el anverso dice dict perpetvo caesar.

Dictator perpetuo (en españolː «dictador perpetuo»), también llamado dictator in perpetuum, fue el cargo que ocupó Julio César justo antes del final de su vida. Se le concedió el título entre el 26 de enero y el 15 de febrero del año 44 a. C., poco antes de su asesinato el 15 de marzo. Al abandonar las restricciones temporales de la dictadura romana regular, elevó a César a un rango más parecido al de los antiguos reyes romanos.

## Historia
Julio César ocupó el cargo de dictador durante sólo once días en el 49 a. C. (celebrando elecciones como dictador Comit. habend. o como dictador rei gerundae causa) y nuevamente durante el año 48/47 a. C.. En el año 46 a. C. fue elegido dictador para los siguientes diez años. En algún momento entre enero y febrero del 44 a. C. fue nombrado dictator perpetuo, pero fue asesinado menos de dos meses después, en los idus de marzo.